# ورا نورما
ورا نورما (فرانسوی: Véra Norman‎؛ زادهٔ ۲۸ دسامبر ۱۹۲۷) بازیگر اهل فرانسه است.
از فیلم‌ها یا برنامه‌های تلویزیونی که وی در آن نقش داشته است می‌توان به آقای ونسان و یک گلوله کافی است اشاره کرد.